# Melitaea jacobsoni
Melitaea jacobsoni är en fjärilsart som beskrevs av Higgins 1941. Melitaea jacobsoni ingår i släktet Melitaea och familjen praktfjärilar. Inga underarter finns listade i Catalogue of Life.